# Malthinus peyerimhoffi
Malthinus peyerimhoffi is een keversoort uit de familie soldaatjes (Cantharidae). De wetenschappelijke naam van de soort werd in 1979 gepubliceerd door Constantin.